# 毛禄·皮亚琴扎
毛祿·皮亞琴扎（義大利語：Mauro Piacenza；1944年9月15日—）是意大利籍天主教司鐸級樞機及現任宗座聖赦院大院長。

## 生平
皮亞琴扎於1944年9月15日在意大利熱那亞省北部的港口城市熱那亞出生，1969年9月21日在熱那亞總教區晉鐸。然後，他進入羅馬宗座拉特朗大學學習，在那裡他獲得了教會法博士學位的成績優異。在1990年他進入聖座聖職部工作，2000年3月11日被任命為副部長。
2003年11月15日由塔爾奇西奧·貝爾托內樞機晉牧，並獲教宗若望保祿二世任命為宗座教會文化遺產委員會主席，領銜維多利亞納教區主教。2004年8月28日，被任命為宗座考古委員會主席。他於2007年5月7日接任聖座聖職部秘書長，領銜維多利亞納總教區總主教。2010年10月7日接替升任聖座聖職部部長。
教宗本篤十六世於同年11月20日將他為執事級樞機，領三泉聖保祿執事區執事銜。他曾參與2013年教宗選舉秘密會議，當時選出的是教宗方濟各。直到2013年9月21日，由於曼努埃爾·蒙泰羅·德·卡斯特羅樞機榮休，因此皮亞琴扎接替成為聖座聖赦院大院長。

## 牧徽

毛祿·皮亚琴扎枢机牧徽